# Lądowisko Gdańsk-Szpital UCK
Lądowisko Gdańsk-Szpital UCK – heliport sanitarny Uniwersyteckiego Centrum Klinicznego w Gdańsku, w województwie pomorskim, położone na dachu Centrum Medycyny Inwazyjnej przy ul. Dębinki 7. Przeznaczone jest do wykonywania startów i lądowań śmigłowców sanitarnych i ratowniczych w dzień i w nocy o dopuszczalnej masie startowej do 5700 kg.
Zarządzającym lądowiskiem jest Gdański Uniwersytet Medyczny w Gdańsku. W roku 2012 zostało wpisane do ewidencji lądowisk Urzędu Lotnictwa Cywilnego pod numerem 116.
Lądowisko połączone jest z oddziałem ratunkowym za pomocą dwóch wind.